# Vjatsjeslav Jekimov

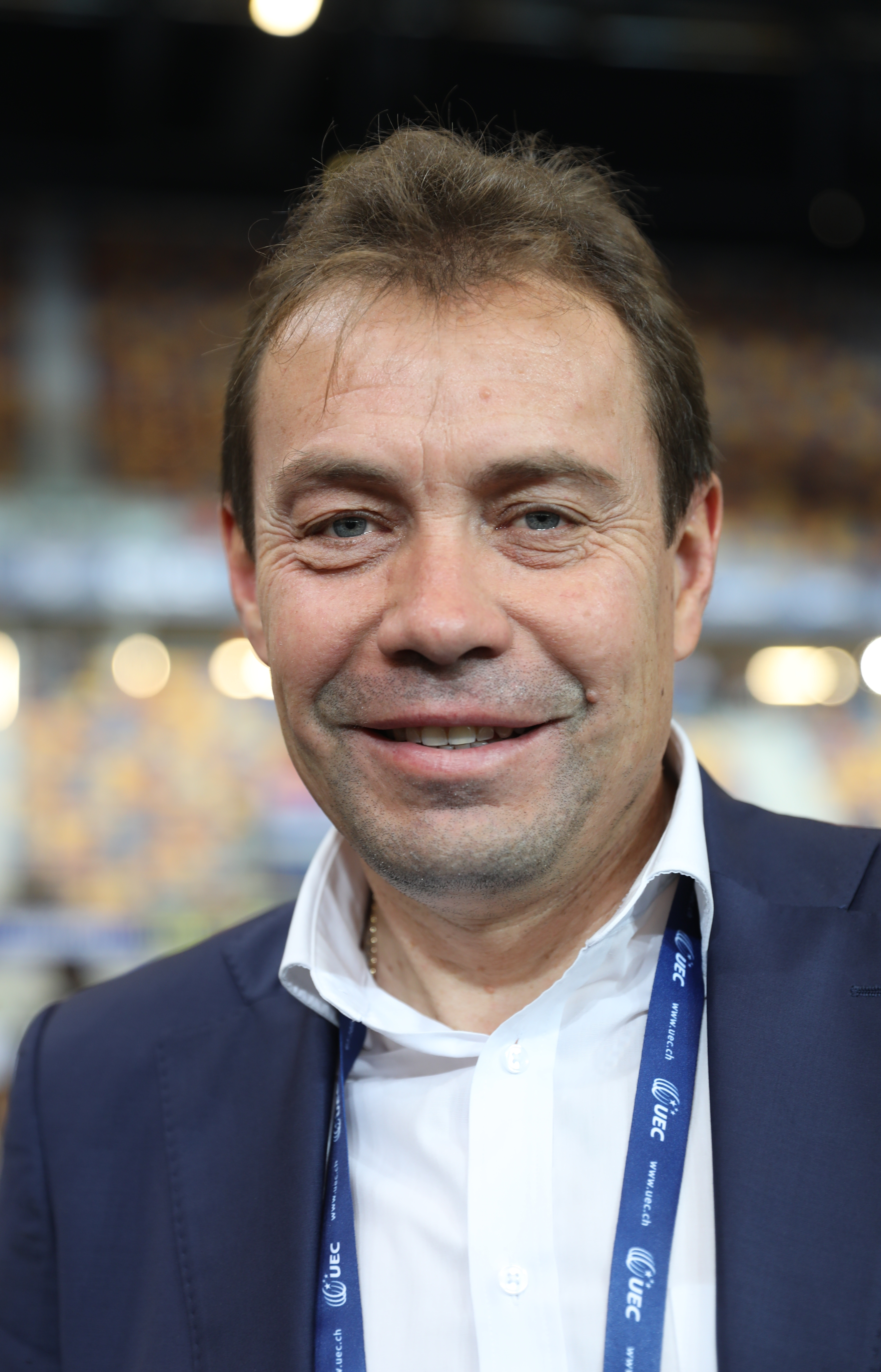
Jekimov (2019)

Vjatsjeslav Vladimirovitsj Jekimov (Russisch: Вячеслав Владимирович Екимов) (Vyborg, 4 februari 1966) is een voormalig Russisch wielrenner, beroeps van 1990 tot 2006. Hij reed uitstekend tegen de klok. Wereldkampioen tijdrijden werd hij nooit. Wél werd hij tweemaal Olympisch kampioen tijdrijden. 

## Carrière
Vjatsjeslav Jekimov werd professioneel wielrenner in 1990 en reed aanvankelijk in dienst van Nederlandse ploegen: bij Panasonic en bij Rabobank en haar voorgangers WordPerfect en Novell. In 1993 reed hij voor Novemail-Histor, dat werd bestuurd door Peter Post, Theo de Rooij (later ploegleider bij Rabobank) en Walter Planckaert (broer van Eddy en Willy Planckaert). Jekimov kende Post van bij Panasonic–Sportlife. Jekimov werd al vroeg in zijn carrière uitgespeeld als helper voor de kasseienkoersen.
Vanaf 1997 reed Jekimov voor US Postal. Jekimov en George Hincapie werden de kopmannen voor de Ronde van Vlaanderen en Parijs-Roubaix, maar in slecht weer kwam Jekimov minder goed uit de verf dan de Amerikaan. In juli reed hij steevast in dienst van Lance Armstrong in de Ronde van Frankrijk. Eind 2001 vond Jekimov zich te oud voor het profpeloton. Hij stopte met fietsen, en werd ploegleider van de kleine Russische ploeg Itéra. Zes maanden later zat hij echter zelf weer op de fiets. En hoewel hij in 2003 'al' 37 was, reed hij een zeer goede Ronde van Frankrijk en Parijs-Roubaix. Ook won hij dat jaar de Ronde van Nederland.
In totaal verscheen hij 15 maal aan de start van de Ronde van Frankrijk en elke keer haalde hij de eindstreep. Het ganse peloton bracht hiervoor aan hem een soort eresaluut door hem in 2006 bij de eerste passage op de Champs-Élysées voor zich uit te laten rijden.
Hij beëindigde zijn loopbaan bij het Discovery Channel Pro Cycling Team, het voormalige team van Lance Armstrong. Eind 2012 werd Jekimov benoemd als de nieuwe algemeen directeur van Katjoesja.

## Olympische Spelen
Reeds in 1988 in Seoel behaalde Jekimov een gouden medaille in de ploegenachtervolging (toen nog voor de Sovjet-Unie). Bij de Olympische Spelen van 2000 in Sydney won hij de gouden medaille op de individuele tijdrit. In 2004 (Athene) behaalde hij nog de zilveren medaille bij de tijdrit, net achter Tyler Hamilton, die later betrapt werd op doping, maar die zijn medaille toch mocht behouden vanwege procedurefouten. In augustus 2012 raakte Hamilton zijn titel alsnog kwijt, waardoor Jekimov alsnog olympisch kampioen tijdrijden van 2004 is geworden.

## Belangrijkste overwinningen
1988
- Olympische kampioen Ploegenachtervolging (baan), Elite (met Artūras Kasputis, Dmitri Neljoebin en Gintautas Umaras)
- Eindklassement Ronde van Normandië
- Proloog, 7e en 8e (tijdrit) etappe Ronde van Táchira

1989
- 6e etappe en eindklassement Circuit Franco-Belge
- Proloog en 1e etappe Ronde van Táchira
- 1e etappe Trump Tour

1990
- 5e etappe Ronde van de Middellandse Zee (tijdrit)
- 5e etappe Tour du Vaucluse
- 3e etappe Internationaal Wegcriterium
- 5e etappe Ronde van Asturië
- 2e etappe Ronde van Frankrijk (ploegentijdrit)

1991
- 20e etappe Ronde van Frankrijk
- 3e etappe Internationaal Wegcriterium (tijdrit)

1992
- 4e etappe Catalaanse Week
- 6e etappe Vierdaagse van Duinkerke
- 6e etappe Midi Libre (tijdrit)
- 4e etappe Ronde van Frankrijk (ploegentijdrit)
- Druivenkoers
- Kampioenschap van Zürich

1993
- Clásica de Almería
- 2e etappe Ronde van Murcia
- 2e etappe Vierdaagse van Duinkerke
- 5e etappe Ronde van Asturië
- 5e etappe Ronde van Zwitserland

1994
- 2e etappe en eindklassement Ronde van Valencia
- 5e etappe (tijdrit), 11e etappe (tijdrit) en eindklassement Tour DuPont
- Veenendaal-Veenendaal
- 2e etappe Ronde van Luxemburg

1995
- 11e etappe Tour DuPont (tijdrit)
- Eindklassement Ronde van China
- 5e etappe Ronde van Zwitserland
- 3e etappe Ronde van Nederland

1996
- 2e etappe Ronde van Murcia
- Eindklassement Driedaagse van De Panne-Koksijde

1997
- 8e etappe Parijs-Nice (tijdrit)
- 3e etappe Catalaanse Week
- Russisch kampioenschap op de weg
- 2e en 4e (tijdrit) etappe Dauphiné Libéré
- 5e etappe Ronde van Castilië en León

1998
- 6e etappe Prudential Tour

1999
- 3e etappe Ronde van Tachira
- 3e etappe GP Portugal
- 15e etappe Ronde van Spanje
- 5e etappe Ronde van Zwitserland (tijdrit)

2000
- Olympisch Kampioen tijdrijden
- 4e etappe (tijdrit) en eindklassement Driedaagse van De Panne-Koksijde
- GP Eddy Merckx

2001
- 5e etappe Ronde van Valencia (tijdrit)

2003
- 4e etappe (tijdrit) en eindklassement Ronde van Nederland

2004
- 4e etappe (tijdrit) Ronde van Nederland
- Olympisch Kampioen tijdrijden

2005
- 4e etappe (tijdrit) Driedaagse van De Panne-Koksijde

## Resultaten in voornaamste wedstrijden
| Jaar | Ronde van Italië | Ronde van Frankrijk | Ronde van Spanje |
| ---- | ---------------- | ------------------- | ---------------- |
| 1990 |                  | 55e                 |                  |
| 1991 |                  | 42e (1)             |                  |
| 1992 |                  | 65e                 |                  |
| 1993 |                  | 35e                 |                  |
| 1994 |                  | 36e                 |                  |
| 1995 |                  | 18e                 | 25e              |
| 1996 |                  | 21e                 |                  |
| 1997 |                  | 44e                 | 64e              |
| 1998 |                  | 38e                 | opgave           |
| 1999 | 58e              |                     | 55e (1)          |
| 2000 |                  | 55e                 |                  |
| 2001 |                  | 82e                 |                  |
| 2002 |                  | 58e                 |                  |
| 2003 |                  | 76e                 |                  |
| 2004 |                  | 80e                 |                  |
| 2005 |                  |                     |                  |
| 2006 | 89e              | 84e                 |                  |

| Jaar | Milaan-San Remo | Gent-Wevelgem | Ronde van Vlaanderen | Parijs-Roubaix | Amstel Gold Race | Luik-Bast.‑Luik | Ronde van Lombardije | Rund um den Henninger-Turm | E3 Harelbeke |
| ---- | --------------- | ------------- | -------------------- | -------------- | ---------------- | --------------- | -------------------- | -------------------------- | ------------ |
| 1990 |                 |               |                      |                |                  | 23e             | 34e                  |                            |              |
| 1991 | 67e             | 136e          |                      |                | 29e              | 27e             | 25e                  | 9e                         |              |
| 1992 | 61e             | 31e           | 30e                  |                | 19e              | 34e             | 12e                  | 6e                         |              |
| 1993 | 26e             |               | 12e                  |                | 53e              | 8e              | 10e                  | 5e                         |              |
| 1994 | 28e             |               | 48e                  |                | 19e              | 75e             |                      | 25e                        | ↑            |
| 1995 | 24e             | 21e           | 8e                   | 4e             | 25e              | 23e             | 36e                  |                            |              |
| 1996 | 16e             | 56e           | 4e                   | 8e             | 16e              |                 |                      | 15e                        | 4e           |
| 1997 | 84e             |               | 10e                  | 50e            | 41e              |                 |                      |                            |              |
| 1998 | 22e             | 21e           | 7e                   | 22e            |                  |                 |                      | 16e                        |              |
| 1999 |                 |               |                      |                | 66e              |                 |                      | 18e                        |              |
| 2000 | 41e             |               | 15e                  | 16e            | 64e              |                 |                      |                            |              |
| 2001 | 98e             | 16e           | 41e                  |                |                  |                 |                      |                            |              |
| 2002 |                 |               |                      |                |                  |                 |                      |                            |              |
| 2003 | 63e             | 32e           | 8e                   | ↑              | 44e              |                 |                      |                            |              |
| 2004 | 74e             |               |                      |                |                  |                 |                      |                            |              |
| 2005 |                 |               | 56e                  |                |                  |                 | 31e                  |                            |              |
| 2006 |                 |               |                      |                |                  |                 |                      |                            |              |

## Trivia
De achternaam van Jekimov werd in de Nederlandse pers vaak - foutief - gespeld (en voor radio en televisie uitgesproken) als Ekimov. Dit kwam door de beïnvloeding van de transcriptie van Russische namen in het Frans; vergelijk ook het verschil in schrijfwijze in het Nederlands van Jeltsin, hetgeen in het Frans als Eltsine geschreven wordt.
1996: Miguel Indurain ·
2000: Vjatsjeslav Jekimov ·
2004: Vjatsjeslav Jekimov ·
2008: Fabian Cancellara ·
2012: Bradley Wiggins ·
2016: Fabian Cancellara ·
2020: Primož Roglič ·
2024: Remco Evenepoel
1908: Jones, Kingsbury, Meredith, Payne ·
1920: Magnani, Carli, Ferrario, Giorgetti ·
1924: De Martini, Dinale, Menegazzi, Zucchetti ·
1928: Facciani, Gaioni, Lusiani, Tasselli ·
1932: Pedretti, Borsari, Cimatti, Ghilardi ·
1936: Nizerhy, Charpentier, Goujon, Lapébie ·
1948: Decanali, Adam, Blusson, Coste ·
1952: Morettini, Campana, de Rossi, Messina ·
1956: Gasparella, Domenicali, Faggin, Gandini ·
1960: Vigna, Arienti, Testa, Vallotto ·
1964: Streng, Claesges, Henrichs, Link ·
1968: Lyngemark, Olsen, Asmussen, Jensen ·
1972: Schumacher, Colombo, Haritz, Hempel ·
1976: Vonhof, Braun, Lutz, Schumacher ·
1980: Manakov, Movtsjan, Ossokin, Petrakov ·
1984: Grenda, Turtur, Nichols, Woods ·
1988: Jekimov, Kasputis, Neljoebin, Oemaras ·
1992: Fulst, Glöckner, Lehmann, Steinweg ·
1996: Capelle, Ermenault, Monin, Moreau ·
2000: Fulst, Bartko, Becke, Lehmann ·
2004: Brown, McGee, Lancaster, Roberts ·
2008: Clancy, Manning, Thomas, Wiggins · 
2012: Burke, Clancy, Kennaugh, Thomas · 
2016: Burke, Clancy, Doull, Wiggins · 
2020: Consonni, Ganna, Lamon, Milan · 
2024:  Bleddyn, Welsford, Leahy, O'Brien
Wielerploegen van Vjatsjeslav Jekimov
Bouwmans ·
Cornelisse ·
de Koning ·
de Rooij · 
Dürst ·
Freuler ·
Jekimov ·
Lieckens ·
Lubberding ·
Ludwig  ·
Nulens · 
Peiper · 
Planckaert ·
Rooks ·
Rozendal · 
Sergeant · 
Talen ·
Theunisse (tot 15/08) · 
van der Pas · 
Van Lancker ·
van Poppel ·
van Vliet (tot 30/04) ·
Wampers ·
Mulders (stagiair)
Bouwmans ·
de Koning ·
Dhaenens  ·
Fondriest · 
Freuler (tot 31/01) ·
Hanegraaf ·
Heppner ·
Jekimov ·
Knuvers ·
Legrand ·
Lieckens ·
Lubberding ·
Ludwig  ·
Nulens · 
E. Planckaert (tot 30/04) ·
Rozendal · 
Sergeant · 
Strouken · 
van de Vin ·
Van Lancker ·
van Orsouw · 
Vink · 
Wampers ·
Zen ·
Zjdanov ·
J. Planckaert (stagiair) 
Bouwmans ·
de Koning ·
Dhaenens (tot 15/08) ·
Fondriest · 
Hanegraaf ·
Jekimov ·
Knuvers ·
Lubberding ·
Ludwig  ·
Nelissen ·
Nulens · 
Planckaert ·
Sergeant ·  
van de Vin ·
Van Lancker ·
van Orsouw · 
Vink · 
Zen ·
Zjdanov
Bouwmans ·
Cornillet ·
Jekimov ·
Laurent ·
Le Clerc ·
Mottet ·
Nelissen ·
Neljoebin ·
Nulens ·
Pensec ·
Planckaert ·
Sergeant ·
Talmant · 
Verhoeven ·
Wüst ·
Zjdanov ·
Jonker (stagiair) ·
Vasseur (stagiair)
van Bon ·
Boogerd ·
den Braber ·
Cordes ·
Daelman ·
Dekker ·
Jekimov ·
Jemison ·
de Koning ·
Kvålsvoll ·
Ledanois ·
Maassen ·
Moncassin ·
Moreels ·
Mulders ·
Namtvedt ·
Neljoebin ·
Nijdam ·
Runkel · 
Sherwin ·
Teutenberg ·

Van Hooydonck ·
Van Lancker ·
Wauters ·
Blaudzun (stagiair) ·
Vansevenant (stagiair)
Abdoezjaparov ·
Blaudzun ·
van Bon ·
Boogerd ·
Bouwmans ·
Dekker ·
Jekimov ·
Maassen (tot 15/10) ·
Moncassin ·
Mulders ·
Neljoebin ·
Ozols ·
Piziks · 
Teutenberg ·
Van Den Bossche ·
Van Hooydonck ·
Vogels ·
de Vries ·
Wauters
Blaudzun ·
van Bon ·
Boogerd ·
Boven ·
Breukink ·
Bruyneel ·
Dekker ·
Groenendaal ·
Jekimov ·
Luppes ·
McEwen ·
Moerenhout · 
Nelissen ·
Piziks ·
van der Poel ·
Sørensen ·
Van Hooydonck (tot 30/04) ·
Vierhouten ·
Vogels ·

Hiemstra (stagiair) ·
Reinerink (stagiair) 
Baffi ·
Baker ·
Baranowski ·
Brożyna ·
Deramé ·
Gragus · 
Hamilton · 
Hincapie · 
Jekimov · 
Jemison · 
Lupeikis ·
Meinert-Nielsen · 
Mercier ·
Reiss ·
Robin ·
Teutenberg · 
Villatoro ·
Almansa (stagiair)
Andreu ·
Armstrong ·
Baranowski ·
Deramé · 
Hamilton · 
Hincapie · 
Jekimov · 
Jemison · 
Llaneras ·
Meinert-Nielsen · 
Robin ·
Teutenberg · 
Vande Velde ·
Vaughters ·
Villatoro
Andreu ·
Armstrong ·
Casey ·
Dean ·
Deramé · 
George ·
Hamilton · 
Hincapie ·
Høj ·
Jekimov · 
Jemison · 
Joachim ·
Livingston ·
Magnusson ·
Meinert-Nielsen · 
Vande Velde ·
Vaughters
Andreu ·
Armstrong ·
Burrow · 
Casey ·
Dean ·
George ·
Hamilton · 
Hincapie ·
Jekimov   · 
Jemison · 
Joachim ·
Jonker · 
Kjærgaard ·
Labbe ·
Leipheimer · 
Livingston ·
O'Bee ·
Vande Velde ·
Vasseur ·
Vermaut
Armstrong ·
Barthe ·
Burrow · 
Casey ·
Cruz ·
Dean ·
Green ·
Hamilton · 
Heras ·
Hincapie ·
Jekimov   · 
Joachim ·
Kjærgaard ·
Labbe ·
Leipheimer · 
McRae · 
Peña ·
Rubiera ·
Vande Velde ·
Vasseur ·
Ventura ·
White ·
Zabriskie · 
Boonen (stagiair)
Armstrong ·
Barry ·
Boonen · 
Casey ·
Clinger ·
Cruz ·
Heras ·
Hincapie ·
Jekimov   · 
Joachim ·
Kjærgaard ·
Labbe ·
Landis · 
McRae · 
Mondini (tot 31/03) · 
Padrnos ·
Peña ·
Rubiera ·
Vande Velde ·
Ventura ·
White ·
Zabriskie
Armstrong ·
Barry ·
Beltrán · 
Cruz ·
Green ·
Heras ·
Hincapie ·
Jekimov   · 
Joachim ·
Kjærgaard ·
Kluck · 
Labbe ·
Landis · 
Michajlov · 
Padrnos ·
Peña ·
Rubiera ·
van Heeswijk ·
Vande Velde ·
Ventura ·
White ·
Zabriskie
Armstrong ·
Azevedo ·
Barry ·
Beltrán · 
Creed ·
Cruz ·
Devolder ·
Hesjedal ·
Hincapie ·
Jekimov     · 
Joachim ·
Kluck · 
Labbe ·
Landis · 
McCarty ·
Michajlov · 
Noval ·
Padrnos ·
Peña ·
Rincón ·
Rubiera ·
Van den Broeck ·
van Heeswijk ·
Ventura ·
Zabriskie
Armstrong (tot 31/07) ·
Azevedo ·
Barry ·
Beltrán · 
Beppu ·
Bileka · 
Brajkovič ·
Creed ·
Cruz ·
Danielson ·
Devolder ·
Hammond ·
Hesjedal ·
Hincapie ·
Hoste · 
Jekimov   · 
Joachim ·
McCartney ·
McCarty ·
Michajlov · 
Noval ·
Padrnos ·
Popovytsj · 
Roulston ·
Rubiera ·
Savoldelli ·
Van den Broeck ·
van Heeswijk
Azevedo ·
Barry ·
Beltrán · 
Beppu ·
Bileka · 
Brajkovič ·
Danielson ·
Devolder ·
Goesev ·
Hammond ·
Hincapie ·
Hoste · 
Jekimov   ·
Joachim ·
Lowe · 
Martínez ·
McCartney ·
Michajlov · 
Noval ·
Padrnos ·
Popovytsj · 
Rubiera ·
Savoldelli ·
Smith ·
Van den Broeck ·
Van Goolen ·
van Heeswijk ·
White